# Ancien Régime
Ancien Régime ali francoski stari red (francosko Ancien Régime; stari režim) je izraz, ki v najširšem smislu označuje naziv za družbeno-politično ureditev Francije pred revolucijo leta 1789. V ožjem smislu se pod tem pojmom razume absolutna monarhija, ki jo je rodbina Valoijskih postopoma uvajala od  renesanse ter pri tem poskušala ojačati državo skozi proces centralizacije in v manjši meri modernizacije, a pri tem obdržati tradicionalne institucije, kot so bile katoliška cerkev in plemstvo, ter vzdrževati stroge družbene stratifikacije.
V prenesenem pomenu se izraz Ancien Régime uporablja tudi za zgodovinska obdobja drugih držav, ki so šle skozi revolucije ali dramatične družbene spremembe.